# Stadtgericht Hultschin
Das Stadtgericht Hultschin war ein preußisches Land- und Stadtgericht mit Sitz in Hultschin.

## Geschichte
Mit der preußischen Städteordnung von 1808 verloren die Magistrate ihre Funktion als Eingangsgerichte und es wurden staatliche Stadtgerichte eingerichtet. Nach dem Ende der Befreiungskriege wurden die staatlichen Gerichte (Stadtgerichte und Justizämter) zu Land- und Stadtgerichten zusammengefasst. In Hultschin erfolgte das nicht, das bisherige Stadtgericht Hultschin blieb eigenständig. Zuständiges Oberlandesgericht war das Oberlandesgericht Ratibor.
Sein Sprengel umfasste die Stadt Hultschin mit 2250 Einwohnern (1837). 
Am Gericht waren ein Land- und Stadtrichter zwei Subalterne und ein Bote beschäftigt. Es handelte sich um ein Gericht 2. Klasse, d. h. da das Gericht weniger als drei Richter hatte, konnten diese nicht als Spruchkörper gemeinsam Beschlüsse fassen.
Das Gericht hatte seinen Sitz in einem Privathaus.
1849 wurden einheitlich Kreisgerichte gebildet. In Hultschin entstand so die Gerichtskommission Hultschin des Kreisgerichts Ratibor.